# Наусикаја
Наусикаја, (грч. Ναυσικάα, лат. Nausicaa) је била кћерка краља Феачана Алкиноја, и краљице Арете.

## Митологија
Хомер у својој „Одисеји“ опева неисказану и неизражену љубав Наусикаје и Одисеја, јер Наусикаја, својим дружбеницама говори да би она волела мужа као што је Одисеј.
Алкиној, отац Наусикајин је рекао Одисеју да би допустио да се он ожени његовом кћерком, али до тога ипак није дошло. Mада, Одисеј је за Наусикају рекао да својим ликом подсећа на богињу Артемиду.
Према Аристотелу, Наусикаја се венчала са Телемахом, Одисејевим сином и отишла са њим на Итаку, где је наставила да живи мирним и спокојним животом, као и у својој домовини Феачани. На Итаци, Наусикаја је родила сина Птолипорта.

## О Наусикаји
Узвишену, божанствену лепоту краљевске кћерке и њену једноставност - пере веш и игра се лоптом. - увидео је Гете, и она је била главна јунакиња његове недовршене драме Наусикаја из 1787. Исто то је приметио и Хајнрих Шлиман који је за њу рекао:
- „Наусикаја је онај лик из „Одисеје“ који ме је одувек највише привлачио и за кога сам имао дивљење.“

Софокле је написао, а и сам глумио главну улогу у сатирској игри Наусикаја, коју је написао у младости, а истоимене драме написали су и Еубол и Пакувије.
Сусрет Наусикаје и Одисеја је тема и две вазе из друге половине 5. века пре нове ере. једна ваза се налазе у бостонском музеју лепих уметности, а друга у минхенском Антикварију.
Постоје и многобројне слике на којојима је осликан сусрет Наусикаје и Одисеја. Међу најпознатијим су свакако слика П. Ластмана из 1619, која се налази у минхенској Пинакотеци, као слика С. Росе из средине 17. века и слика В. Серова из 1910. године које се чувају у петровградском Ермитажу.